# Vöröss Lajos
Vöröss Lajos (Dorog, 1940. február 21. – Budapest, 2008. július 31.) gépészmérnök, reaktortechnikai szakmérnök, kandidátus.

## Tanulmányai, munkássága
A Budapesti Műszaki Egyetemen szerzett gépészmérnöki, reaktortechnikai szakmérnöki diplomát. Szakigazgató volt a Villamosenergia-ipari Kutató Intézetben, majd főigazgató-helyettes az Országos Atomenergia Hivatalban. Mintegy félszáz tudományos cikke, közleménye jelent meg hazai és külföldi szakfolyóiratokban. Mintegy 40 kutatási jelentés társszerzője. 1975-től a Magyar Tudományos Akadémia műszaki tudományok kandidátusa.

## Kitüntetések
- Állami Díj (1985) - a Paksi Atomerőmű megvalósításában végzett kiemelkedő hazai kutatási, tervezési, beruházási tevékenységéért. Megosztott díj Fehér Istvánnal, Kordis Józseffel, Láczai Szabó Tiborral, Pónya Józseffel, Szabó Benjáminnal és Szabolcsi Gézával.
- Segner András Díj arany fokozat (1986)

## Művei
- Kossuth-díjasok és Állami-díjasok Almanachja (1988)